# KV-2
De KV-2 (Russisch: КВ-2) was een zware tank gebaseerd op de KV-1. De tank had vergeleken met de KV-1 een nieuwe, grotere, geschutskoepel met een M-10 152mm M1938 houwitser. De KV-2 werd in de Tweede Wereldoorlog gebruikt door de Sovjet-Unie.

## Ontwikkeling
Eind 1939, in de beginfase van de Winteroorlog tussen de Sovjet-Unie en Finland, liep het Rode Leger op de Karelische Landengte vast tegen de Mannerheimlinie waarvan de kazematten en bunkers lastig uit te schakelen waren. De veldtroepen, vooral de commandant van de 7e Leger generaal Kirill Meretskov, drongen aan op een snelle ontwikkeling van een pantservoertuig uitgerust met een kanon van voldoende kaliber om dergelijke versterkingen uit te schakelen. Daarvoor besloot men het chassis te gebruiken van twee zware tank-projecten. Een daarvan was de T-100. Het OKMO-ontwerpteam bouwde een prototype van een gemechaniseerd geschut waarbij op het chassis daarvan in een kazematopbouw een 130mm B-13 marinekanon geplaatst werd. Dit type noemde men de T-100U. Een tweede type was de T-100Z dat gebruik zou moeten maken van een 152 mm houwitser in een toren. Geen van beide typen voldeed. De marine weigerde voldoende 130 mm kanons af te staan omdat men die zelf nodig had voor een geplande uitbreiding van de vloot. Het prototype van de T-100U, voltooid in het voorjaar van 1940, zou eind 1941 nog ingezet zou worden voor de verdediging van Moskou. In de literatuur noemt men het een SU-100Y of SU-130Y Igrek. Die laatste was een naam achteraf om verwarring met de latere SU-100 te voorkomen.

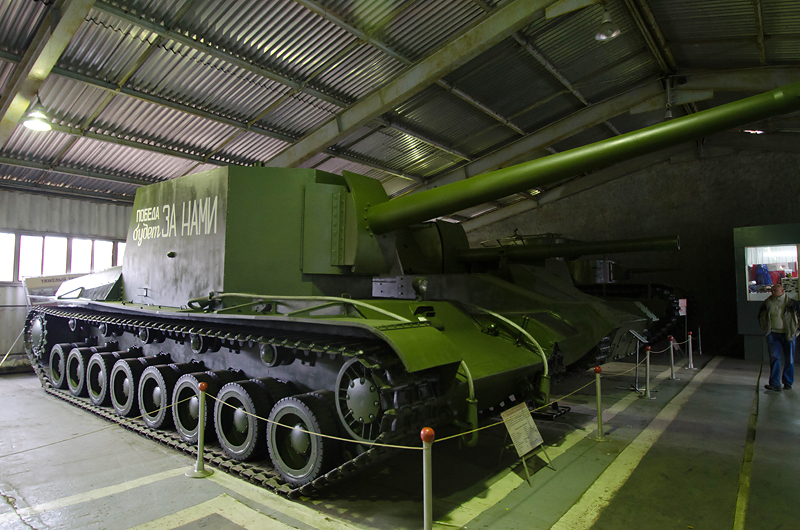
De SU-100Y

De tweede zware tank was de KV-1. Het ontwerpteam van Zjozef Kotin bouwde onder leiding van Nikolai L. Doechov het Obiekt 212 teneinde in een kazematopbouw op het chassis van de KV-1 een 152mm BR-2 of 203mm B-4 houwitser onder te brengen. Al snel werd duidelijk dat de romp daartoe verlengd moest worden. De aanpassingen daarvoor zouden veel tijd vergen. Eerst overwoog men dan maar een 122mm M1938 L/22,7 houwitser in een normale KV-1 toren te plaatsen. De koepelring bleek daarvoor echter een te geringe diameter te hebben. Toen kwam men op de gedachte een zeer hoge toren te gebruiken zodat het hele kanon boven het rompniveau geheven kon worden. De tijd drong en onder het stalinistische bewind was falen geen optie. Binnen twee weken construeerde men, dag en nacht doorwerkend, een toren die de 152mm Model 1909/1930 houwitser kon bevatten, het standaard zware geschut van het leger. Op 10 februari 1940 werd het prototype getest van de большой башни, KV s bolsjoi basjni, "KV met grote koepel". De eerste twee voertuigen werden daarna in Finland beproefd door de 20e Pantserbrigade. Deze voertuigen werden nog uitgerust met het 122 mm kanon. Finse bunkers bleken eenvoudig te vernietigen. Het is overigens onzeker of de prototypen echt aan oorlogshandelingen hebben meegedaan: men beschoot wellicht kazematten van de al midden februari gebroken Mannerheimlinie. Een verslag meldt echter dat een voertuig achtenveertig keer door antitankkanonnen van de vijand werd geraakt zonder doorslagen te worden.
Hoewel de Winteroorlog in maart 1940 beëindigd werd, nam men het type toch in een beperkte productie, als een KV-2, een naam die overigens pas begin 1941 gegeven werd ter onderscheiding van een KV-1. Indirect was de tank zo vernoemd naar Kliment Worosjilov. Hoewel deze naam suggereert dat de KV-2 de opvolger was van de KV-1, is dat incorrect. De KV-2 was een tegelijk lopend project; de KV-1 werd in 1942 opgevolgd door een lichtere KV-1S en later in 1943 door de KV-85 die aanleiding gaf tot de IS-serie. De bemanningen zelf noemden hun voertuig de Dreadnought omdat het een waar "landschip" was.

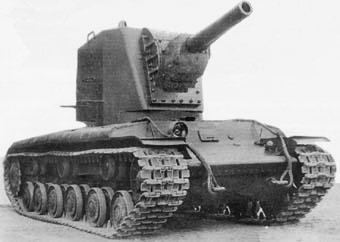
Het U-3 prototype van de KV-2 met het vroege model toren

In februari 1940 werd besloten naast de vier bestelde prototypen, de U-0 tot U-3, nog eens een voorserie van twintig te fabriceren uitgerust met de modernere 152 mm M-10 houwitser. Het vierde prototype, de U-3, werd echter wellicht afgebouwd als eerste van de voorserie. Deze voertuigen werden in juni en juli geproduceerd en in augustus 1940 afgeleverd. In juni 1940 werd besloten tot massaproductie van een verbeterde versie. Daarvan werd een eerste bestelling gedaan van tachtig. De eerste voertuigen daarvan waren in november 1940 klaar. In 1940 werden, inclusief prototypen en voorserie, een kleine honderd KV-2s geproduceerd. Een tiental voertuigen van de eerste bestelling werd geleverd in januari 1941. Daarna werd een tweede bestelling gedaan van honderd. Daarvan werden de eerste in mei geleverd. De productie liep tot eind juni 1941, toen er 180 van de tweede versie geleverd waren. Daarvan werden er in 1941 110 geleverd zodat er minstens 93 in 1940 gefabriceerd moeten zijn, zeventig daarvan van de tweede versie. Het totaal beliep zo vermoedelijk rond de 203. Oudere bronnen stellen in plaats daarvan het productietotaal op 334: 102 in 1940 en 232 in 1941. De discrepantie voor 1940 kan verklaard worden door een verschil tussen productie en het moment dat door het leger de tanks als geleverd op de inventarislijsten werden bijgeschreven. In de zomer van 1941 werden rond de 130 onderstellen, waarvan de productie oorspronkelijk bestemd was voor een derde bestelling van de KV-2, in feite afgebouwd als KV-1's waaraan een veel grotere behoefte bestond. Bronnen geschreven rond 2010 gaan uit van een eerste bestelling van zesentachtig en komen uit op een totaal van 210: vier prototypen, twintig voertuigen van de voorserie en zesentachtig plus honderd voertuigen van de hoofdbestellingen.

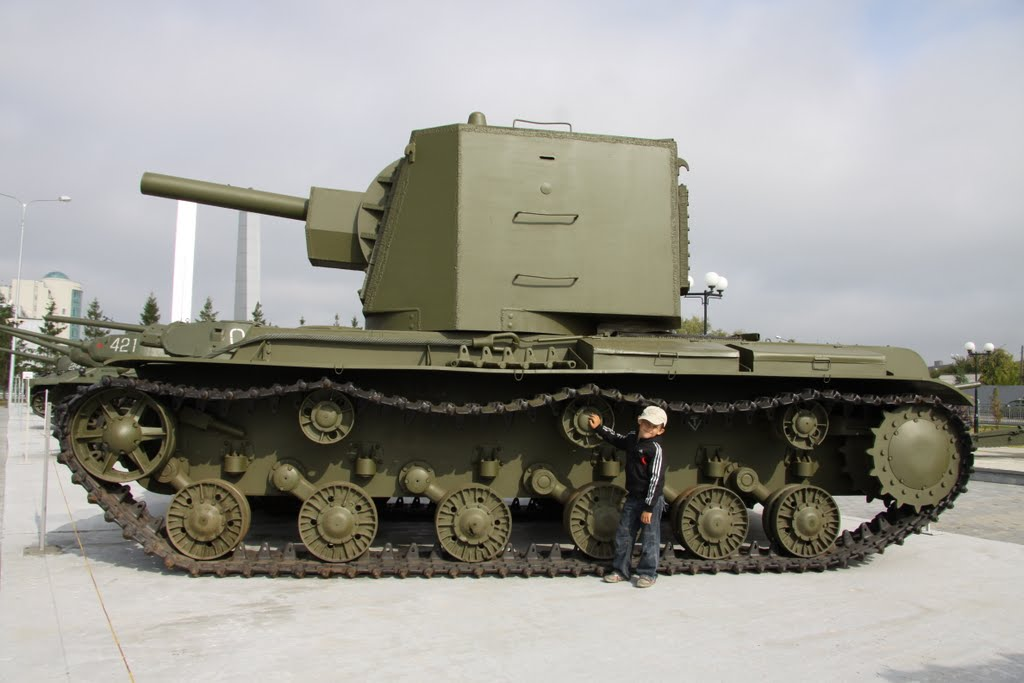
Een replica van de toren van de eerste versie, op een echte KV-1 romp

Er bestaat veel verwarring over het bestaan en de benaming van subtypen. Het Rode Leger zelf onderscheidde die indertijd niet. De Duitsers kwamen de twee varianten tegen en noemden die de KW-2A en KW-2B. Na de oorlog kenden militaire historici van de Sovjet-Unie modelnummers toe met een jaaraanduiding. De eerste vier, of drieëntwintig, voertuigen werden zo wel de KV-2 "Model 1939" genoemd, hoewel ze pas in 1940 zijn ontworpen en gebouwd. Ze hadden een toren met een in bovenaanzicht wigvormige achterplaat en een trapeziumvormige voorplaat die naar achteren helde. In die plaat bevond zich een grote opening voor het kanon, welke weer grotendeels afgesloten was met een kleinere rechthoekige plaat, met bouten aan de hoofdplaat bevestigd. Dit wordt ook wel de MT-1-toren genoemd naar het type ophanging van het kanon, maar ook dat is geen contemporaine aanduiding. De KV-2 "Model 1940", het type van de twee hoofdbestellingen, gebruikte de wat bredere en kortere "MT-2-toren" met een verticale gelaste voorplaat en een rechte achterplaat met groot toegangsluik en een machinegeweer. Verder waren er verbeterde periscopen aangebracht. Indertijd werd dit de пониженная башня genoemd, ponizjennaja basjnja, "met verkleinde toren" — in feite was het volume overigens groter, alleen de horizontale lengte was minder. Uiteindelijk werd de romp gebruikt van de KV-1 Model 1941. De Duitse aanduidingen KW-2A en KW-2B weerspiegelen het torentype en werden na de oorlog meestal vermeld in de westerse literatuur, verengelst tot KV-2A en KV-2B, totdat in de jaren zeventig de Sovjetbronnen bekend werden.
Het voertuig werd geproduceerd in de Kirovfabriek van Leningrad, dezelfde faciliteit die de prototypen ontworpen had. Toen die wegens de Duitse opmars in oktober 1941 naar "Tankograd" in de Oeral geëvacueerd moest worden, werd de productie van de KV-2 daar niet meer opgevat, hoewel er in de zomer wel voorbereidingen voor getroffen waren. Het type werd als verouderd beschouwd.

## Beschrijving

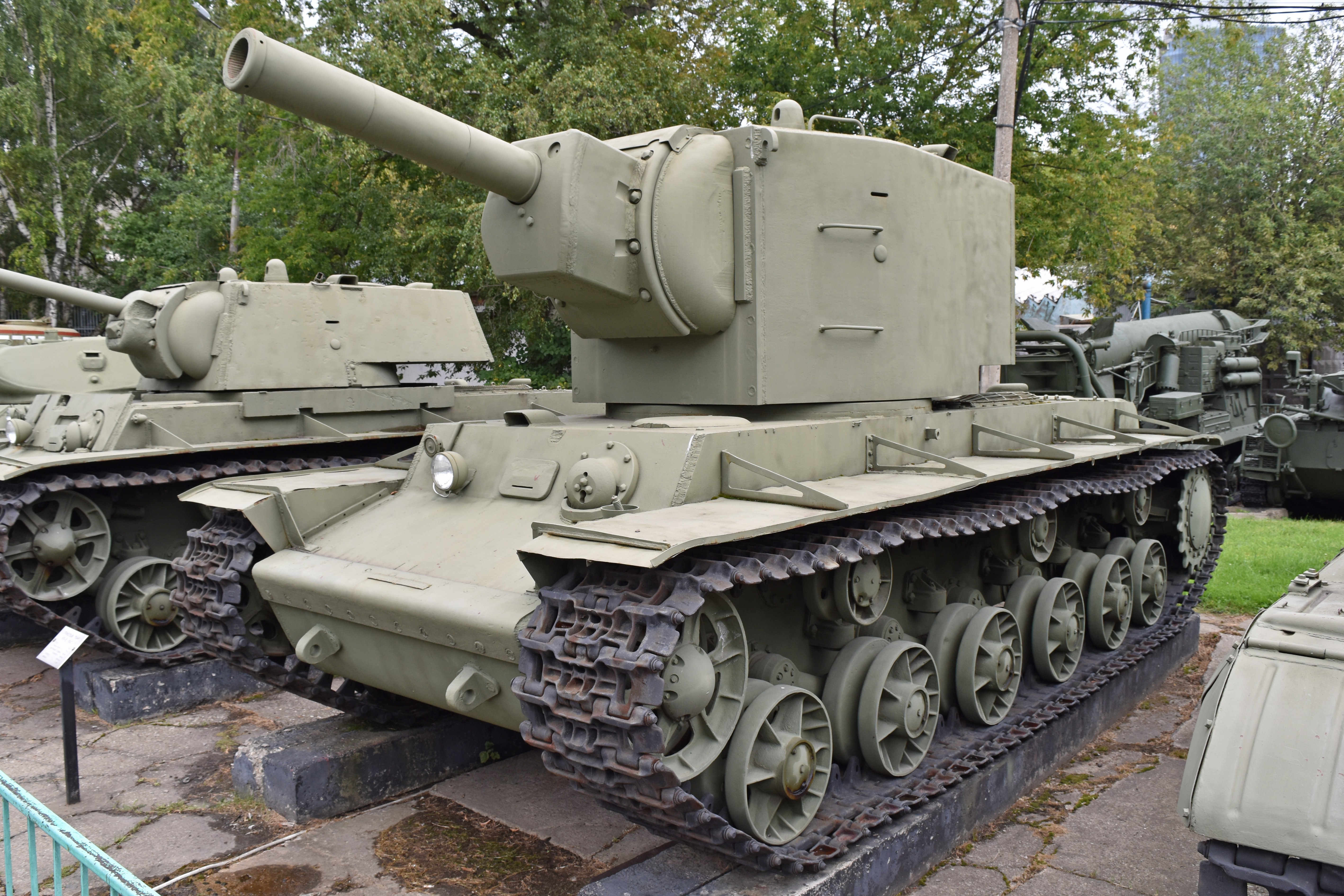
De hoge toren gaf de KV-2 een onmiskenbaar profiel. Dit voertuig met serienummer B-4744 is een van de laatste die gemaakt werden in juni 1941. De loopwielen zijn van een latere KV-1 en de rupsband is van een T-10

Het belangrijkste verschil tussen KV-2 en KV-1 bestond uit de toren; de voertuigen gebruikten dezelfde romp. De toren van de KV-2 was een unieke constructie. Hoewel het voertuig een houwitser in zijn geschutskoepel had, was deze bedoeld voor direct vuur. Er zijn pantservoertuigen geweest met grotere gevechtstorens maar dat betrof pantserhouwitsers met krombaangeschut en licht pantser dat alleen geschikt was om kogels en granaatscherven tegen te houden. De toren van de KV-2 daarentegen was zwaar bepantserd om al het standaardantitankgeschut van 1940 te kunnen weerstaan. De voorplaat had een dikte van 110 millimeter, de zijkanten van 75 millimeter. De toren was een meter hoger dan die van de KV-1. Dit bracht de totale hoogte van de tank op 3,9 meter. Dit had ook nadelen: het hoge silhouet maakte de tank een eenvoudig te raken doelwit en het voertuig was topzwaar. Het sloeg snel om bij hellingen en de toren viel nauwelijks te roteren als de romp niet vlak stond. De elektromotor van het draaimechaniek dreigde dan door te branden waarna de koepel traag met handzwengels bewogen moest worden. De toren woog 12,9 ton en dat bracht het beladen gewicht van de tank op 57,9 ton. Omdat de oorspronkelijke motor van 500 pk behouden bleef, daalde de maximumsnelheid naar 25 km/h. Het hogere gewicht verergerde de mechanische problemen waarmee de KV-1 toch al te kampen had. De koppeling begaf het vaak. Daarnaast dreigde de tank steeds vast te lopen in drassige grond omdat de bodemdruk verhoogd was.

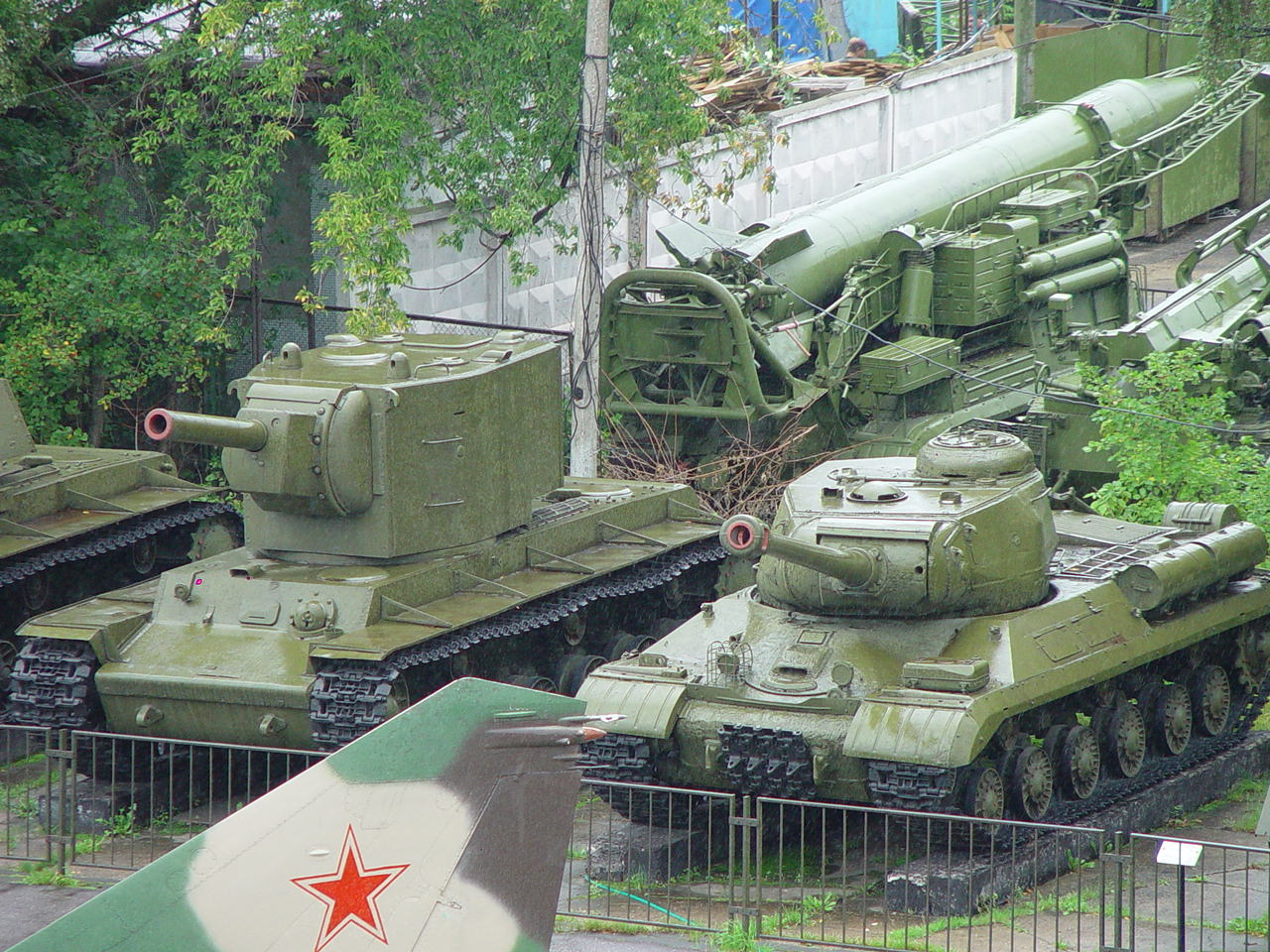
Een blik op het dak van de toren toont de twee periscopen, twee ventilatoren en drie episcopen

Uniek was ook dat het een viermanstoren betrof terwijl andere sovjettanks een tweemanstoren bezaten en de Duitse tanks driemanstorens hadden. Vaak wordt aangenomen dat ten opzichte van die laatste een extra lader toegevoegd werd vanwege de zware granaten. De vierde man was echter nodig omdat de grote 152 mm houwitser door twee man bediend moest worden, een voor de elevatie en de ander voor de traverse, en verder ter verbetering van de vuurwaarneming vanuit het lange torendak. De Sovjets hadden nog geen dure commandokoepels in productie genomen. In zo'n koepel heeft de commandant een richtvizier waarmee hij de hoek van het doel met de voertuigas kan bepalen en doorgeven aan de schutter. Bij de KV-2 had de commandant weliswaar een PT-K periscoop maar daarmee kon hij de omgeving niet in één blik overzien, daartoe had hij alleen een opklapbaar luik en dat lag nog vrij achteraan ook en aan de rechterzijde. Hij moest zowat op het dak klimmen om het doel onbelemmerd waar te nemen. Daarom was er een aparte geschutscommandant met PT-9 periscoop (eerst PT-5), rechts van het kanon, die de verticale elevatie instelde. De schutter bevond zich links van het kanon, met een TOD-9 telescoopvizier (eerst T-5-152 Model 1938) en bepaalde de horizontale traverse. De commandant bevond zich normaliter achter de geschutscommandant en de lader, meteen fungerend als assistentgeschutscommandant, stond links van hem om met de rechterarm de zware granaat in de vuurkamer te schuiven. Overigens was dit een wijziging ten opzichte van de indeling bij de eerste versie waarin de commandant links achter de schutter zat, het luik zich aan de linkerzijde bevond en de lader rechts stond. Er waren zes bemanningsleden. De twee overige zaten in de romp. De chauffeur, die meteen fungeerde als mecanicien, bevond zich in het midden, achter een centraal kijkgat. Links van hem zat de bediener van de radio die meteen het machinegeweer van de voorste romp kon afvuren, aangebracht in de linkervoorplaat.
De KV-2 was een gespecialiseerde tank met een enorme vuurkracht om bunkers aan flarden te schieten. Het type was volkomen ongeschikt voor het gevecht van tank tot tank. Het was niet doenbaar voor de commandant om via de geschutscommandant de positie van een snel bewegend doel aan de schutter door te geven. Dat kon ook niet eenvoudig met het wapen gevolgd worden want het vergde een volle minuut om de toren 360° te roteren. Daarbij duurde het veertig seconden om het kanon te laden dus de vuursnelheid lag veel te laag om met succes een tankduel aan te gaan. Alleen een statisch doelwit kon met succes aangevallen worden. Vaak wordt het type aangeduid als een assault tank of Sturmpanzer. Dat zou ten onrechte suggereren dat het ontworpen was om de vijand te bestormen maar zelfs het snel naderen van een bunker stelde te hoge eisen aan de vuurleiding. Het logge voertuig zou bij het binnendringen van een vijandelijke stelling ook te kwetsbaar zijn voor infanterieaanvallen met explosieven of molotovcocktails en het risico lopen vast te komen zitten in een tankgracht of op obstakels. Het type was bedoeld ter ondersteuning van een opmars door infanterie met lichte tanks. Liep die opmars vast doordat men een hardnekkig verdedigde geschutsopstelling, weerstandsnest, gebouw of bunker tegenkwam, dan kon men er een KV-2 bijroepen. De infanterie wees dan het probleempunt aan. De KV-2 positioneerde zich bij voorkeur op een halve kilometer afstand van het doel, voldoende dichtbij om ieder schot een voltreffer te kunnen laten zijn maar veraf genoeg om geen last te hebben van tegenaanvallen behalve antitankvuur waarvoor het dikke pantser immuun was. Nadat de houwitser nauwkeurig gericht was, vuurde men enkele schoten af, genoeg om het doel te neutraliseren. De opmars kon weer verder en de KV-2 trok zich terug om zich voor te bereiden op een volgende inzet. Deze tactische procedure zou overigens grotendeels theoretisch blijven want de situatie was in de oorlog van 1941 dermate chaotisch dat het Rode Leger nauwelijks systematische aanvallen kon uitvoeren.
De taak van de KV-2 werd weerspiegeld door de houwitser en diens munitie. De 152 mm M10 houwitser Model 1938/1940 woog 1360 kilogram. De buis of loop had een lengte van 3967 millimeter. Het normale type munitie was een brisantgranaat, de OF-530. Het werd afgevuurd met een mondingssnelheid van 530 meter per seconde. Door de geringe mogelijke elevatie van de houwitser was het maximaal bereik zo'n vijf kilometer. Daarnaast was er een speciale antibunkergranaat, de 09-30. Beide koppen wogen zo'n veertig kilogram. De drijflading moest apart geladen worden achter de eigenlijke granaat, wat de vuurcyclus vertraagde. In beginsel kon de 152 mm ook een M.1915/28 pantsergranaat van de marine afvuren met een mondingssnelheid van 436 m/s. Dit was een krachtig projectiel van tweeënvijftig kilogram dat zelfs op 1500 meter nog 72 millimeter pantserstaal kon doorslaan, voldoende om iedere Duitse tank uit 1941 te vernietigen. Dit bleef echter een theoretische mogelijkheid want de KV-eenheden werden in de praktijk niet voorzien van dit type munitie. Overigens was de trefkans bij de snellere brisantgranaat hoger en was de explosieve lading zwaar genoeg om het pantser van Duitse tanks te kraken. Hetzelfde effect zou een treffer van de antibunkergranaat gehad hebben. De kop bestond zelf uit beton zodat de bewegingsenergie bij inslag op een kazemat breed gespreid werd. Dit had als effect dat hele plakkaten beton uit de wand vielen met een dikte van acht centimeter. Achter in de granaat bevond zich nog een kleine explosieve lading waarvan het de bedoeling was dat die binnen een kazemat ontplofte en die anders nog eens een drie centimeter beton wegsloeg. Overigens is er geen eenduidig bewijs dat ooit een Duitse tank door een KV-2 geraakt is. Daarbij werd in 1941 ook dit type granaat niet meer toegepast omdat gebleken was dat de terugslag het remmechanisme overbelastte. Men probeerde nog een nieuw type antibunkergranaat te ontwikkelen maar dat project werd na het begin van de oorlog beëindigd. Tegelijkertijd werd bevolen een minder krachtige drijflading te gebruiken voor de brisantgranaat. In totaal werden vierendertig granaten meegevoerd en dus ook evenveel losse drijfladingen. Een kleiner aantal granaten was verticaal opgeslagen langs de binnenste zijwanden van de toren. Die konden aangevuld worden uit een groter magazijn onder de toren. Er waren twee 7,62 mm machinegeweren, een in de voorplaat van de romp en een tweede in de achterkant van de toren, van achteren bezien links van het luik. Voor ieder daarvan waren nog eens 3024 patronen beschikbaar. Bij elkaar was dat een drie ton aan ammunitie. Een coaxiaal machinegeweer naast het kanon ontbrak.
Extra munitie kon beladen worden via een enkelvoudig luik in de achterkant van de toren, dat naar rechts opende. Datzelfde luik was de normale manier voor de bemanning om in de toren te stappen. Bij de voorserie bevond zich op deze positie alleen een wigvormige afneembare plaat, met bouten bevestigd. Door de opening kon de houwitser naar achteren verwijderd worden. De nieuwe situatie was dus een enorme verbetering voor de bemanning die eerst via een laddertje op het torendak moest klimmen om via een nauw dakluik weer af te dalen. Het achterluik zorgde ook voor een betere luchtverversing. Ieder schot vulde de gevechtsruimte met een enorme walm en de twee ventilatoren op het dak waren onvoldoende om dat op tijd af te zuigen. Alleen met een open achterkant kon er met enige snelheid gevuurd worden, een reden temeer zich dan niet diep in een vijandelijke stelling te bevinden. Een derde rond luik bevond zich boven de positie van de bediener van de radio in de romp. In het achterluik en in de naar voren gerichte zijfacetten van de toren zaten schietgaten, afsluitbaar met een stalen plug. Boven ieder schietgat bevond zich een nauwe horizontale kijkspleet. Extra waarneming was mogelijk door drie vrij brede episcopen, waarvan de kijkgaten boven het niveau van het torendak lagen, twee aan de achterste zijfacetten en een aan de achterkant. Omdat de zijfacetten naar achteren gericht waren, ontstond naar voren toe een vrij grote dode hoek die alleen door de twee richtperiscopen gedekt werd. Dat was dan nog een hele verbetering ten opzichte van de eerste versie van de toren die maar twee episcopen had in de facetten van de wigvormige achterkant.
Gedurende de loop van de productie van de tweede versie werden er kleine wijzigingen in het ontwerp aangebracht. Zo kunnen de eerste tachtig voertuigen in november en december 1940 geproduceerd duidelijk onderscheiden worden van latere KV-2's uit mei/juni. Ze hadden vier grote rechthoekige voorraadkisten, een ouder type rupsband, loopwielen van geperst staal waarvan de buitendelen ten opzichte de binnendelen konden veren, ondersteuningswielen van geperst staal maar met een rubberen band en een ouder type aandrijfwiel met zestien bouten. Het pantser op de voorbrenginrichting van hun kanon, het mechanisme dat de buis weer naar voren bracht na de terugslag van het schot, was dunner en miste groeven. Ze misten ook opstaande randen rond de bases van de ventilatoren en periscopen van het torendak. De latere voertuigen hadden drie voorraadkisten die meer naar achteren geplaatst waren op bredere spatborden, de reserveschakels werden in de kisten bewaard, er was een ander type rooster op de ventilatoren van het motordek, dat dek boog nu geleidelijk naar beneden en de loopwielen hadden zes in plaats van acht koelgaten in de binnenring.

## Operationele geschiedenis

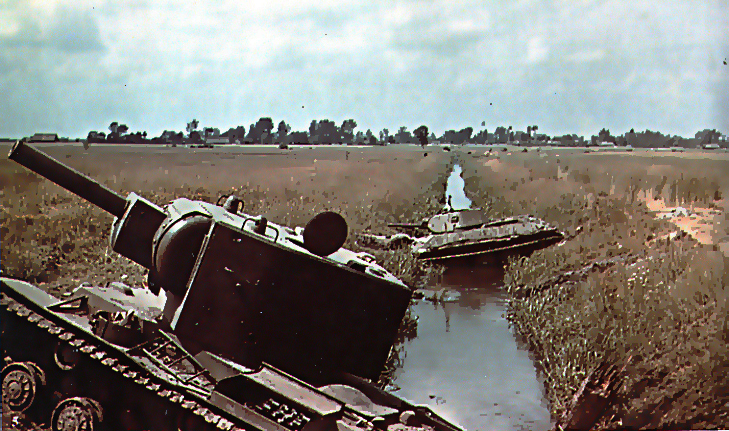
Een KV-2 en een T-34 vastgelopen in een sloot in Oekraïne. De meeste chauffeurs waren niet erg vaardig in het besturen van hun zware voertuigen

### De oprichting van Gemechaniseerde Korpsen
Het type was oorspronkelijk bedoeld om geconcentreerd te worden in een speciale eenheid om fortificaties aan te vallen. Vermoedelijk zou in die rol de productie beperkt zijn gebleven tot de twintig voertuigen die later als voorserie werden betiteld. Frankrijk, Duitsland, het VK en de VS fabriceerden of planden ooit ook zulke kleine series zware tanks voor dat doel. Dit past bij de militaire doctrine van de Sovjet-Unie van begin 1940. Een voor de hand liggend doelwit was de Duitse Ostwall in Oost-Pruisen.
Het besluit uit juni 1940 om een massaproductie op te starten was deel van een meer algemene reactie op de Val van Frankrijk. De Duitse overwinning kwam als een grote schok voor het Sovjetregime. Men begreep al snel dat de daar toegepaste nieuwe tactiek van de Blitzkrieg nog beter tegen de Sovjet-Unie zou werken. Het Rode Leger was ooit zelf een pionier geweest in de ontwikkeling van de gemechaniseerde bewegingsoorlog maar had tegen 1939 de meeste tanks weer verdeeld over organieke tankbataljons van afzonderlijke infanteriedivisies. Dat werd nu als een fundamentele fout verworpen en besloten werd de Duitsers te gaan imiteren door de oprichting van grote pantsereenheden. Om die superieur te laten zijn aan de Duitse Panzerdivisionen werden ze gepland als eenendertig enorme Gemechaniseerde Korpsen van ieder meer dan duizend tanks. Ieder korps bestond weer uit twee tankdivisies die ieder onder andere moesten beschikken over drieënzestig KV-tanks: een bataljon met eenendertig zware tanks in ieder van hun drie tankregimenten. Dat impliceerde een sterkte van 3903 KV's, nog afgezien van een materieelreserve. Vandaar de haast om snel tot productie over te gaan. Men hoopte dat de Duitse aanval tot de zomer van 1942 uitbleef en dat de gewenste aantallen dan behaald waren. Gemiddeld zouden per maand een twintig tot dertig voertuigen geleverd kunnen worden zodat de KV-2 een vijfde van de KV-sterkte kon vormen. Van begin af aan bestond grote twijfel of de productie niet beter geheel op de KV-1 geconcentreerd kon worden. De toren daarvan werd echter apart gefabriceerd en haperingen in de toelevering waren te verwachten. Dat maakte het voor de hand liggend de productiecapaciteit van KV-2-torens als aanvulling daarop te laten gebruiken. Daarnaast bestond er grote onzekerheid over de kwantiteit en kwaliteit van het Duitse tankontwerp. In feite had men daar een goed beeld van maar men kon niet geloven dat de Duitsers werkelijk zo weinig en zo lichte tanks maakten. De introductie in 1941 van veel zwaardere typen werd verwacht waar men dan zelf ook iets zwaars tegenover wilde stellen, i.c. de KV-2.

### Opleiding
Het was niet zo dat centraal grotere eenheden van een bepaald type werden opgericht om na training toegewezen te worden aan een Gemechaniseerd Korps, hoewel generaal Dmitri Pavlov dat wel aangeraden had. Zo'n trainingsfaciliteit ontstond pas in 1942 in "Tankograd". Eenheden die geacht werden een zekere opvangcapaciteit te hebben kregen partijen opgezonden waarvan ze de bemanningen dan zelf moesten opleiden. De tanks gingen vergezeld van een instructieboekje. De KV-2's werden daarbij meestal verdeeld over de KV-1-eenheden om deze vuursteun te verlenen. Soms waren er aparte KV-2 bataljons, waarbij dan van een van de tankregimenten van de divisie het zware bataljon uit alleen dat type bestond. Bij de verdeling hield men in de praktijk geen vaste verhouding aan. Eenheden prefereerden KV-1's maar omdat die schaars waren probeerde men de lacunes op te vullen met KV-2's naarmate die beschikbaar kwamen. Eind 1940 stroomden de eerste KV-2's van de voorserie in en begin 1941 van de eerste hoofdbestelling. Bij de tankdivisies was het ondertussen een grote warboel. Men worstelde met het vraagstuk hoe de grote massa's tanks te coördineren, bevoorraden en onderhouden. De nieuwe tanktypen verergerden dit probleem.
Het personeel was over het algemeen zeer onder de indruk van de KV-2. Vergeleken met de veel kleinere tanks die men gewend was, vertegenwoordigde het duidelijk een modern en krachtig wapen. Men wist echter niet heel goed wat men er mee aanmoest. De klemtoon lag eerst sterk op het onderhoud. Het was een uitdaging een dergelijk zwaar mechaniek rijdende te houden, ook omdat er altijd een groot gebrek was aan reserveonderdelen. Onderdelen werden door de fabriek liever gebruikt om hele tanks van te maken zodat men het productiedoel kon halen. Om slijtage en panne te voorkomen werd terreinrijden maar zoveel mogelijk vermeden. Er was zelfs een algemeen bevel uitgegaan om de bestuurders op T-27 tankettes te trainen. Wel werden ze eerst geacht in de Kirovfabriek van Leningrad een cursus mecanicien te volgen maar daar kwam het vaak niet van. De chauffeurs deden zo weinig rijervaring op, vaak niet meer dan enkele uren per voertuigbemanning. Het kwam voor dat een bestuurder in vredestijd slechts drie uur op een T-27 gereden had, een klein voertuig met een heel ander rijgedrag dan de zwaarste tank van het Rode Leger. In stilstaande tanks werden de torenbemanningen continu gedrild totdat zich een routine ontwikkeld had waarin de commandant binnen een minuut een afstand aangaf, de geschutscommandant de overeenkomstige elevatie van het geschut vaststelde en uitvoerde, de schutter het telescoopvizier op het doel legde en de lader kop en drijflading in het kanon schoof. Afstand, doel en afvuren bleven echter denkbeeldig want er was een structureel tekort aan munitie. Daarbij wilde men niet het risico lopen de geschutsrem of de torenring te beschadigen. Normaliter werden dus alleen oefengranaten gebruikt. Men streefde er wel naar iedere bemanning minstens één keer een schot te laten afvuren op een schietbaan.
Terwijl bestuurder en geschutsbemanning zo niet echt op elkaar ingespeeld raakten, was de samenhang nog veel slechter tussen de individuele tanks van een eenheid want de regimenten of zelfs bataljons oefenden niet als geheel, hoogstens per compagnie. Men leerde zo niet werkelijk om tegen vijandelijke eenheden te opereren. Het bleef ook onduidelijk wat de tactische rol nu precies was die de KV-2 geacht werd te spelen. Op hogere niveaus schoot het operationeel vermogen nog ernstiger tekort want de nieuwe tankdivisies zouden niet de tijd krijgen nog aan de zomermanoeuvres mee te doen. In afwachting daarvan werden veel KV-2's maar opgeslagen.
De situatie was niet alleen maar negatief. De beste rekruten werden voor de KV-2-eenheden geselecteerd. Ze waren hoger opgeleid, intelligenter en beter gemotiveerd dan de gemiddelde dienstplichtige. Na het uitbreken van de oorlog meldden zich zelfs vrijwilligers speciaal voor de KV's.

### Operatie Barbarossa
Bij de aanvang van Operatie Barbarossa, de Duitse invasie van de Sovjet-Unie op 22 juni 1941, waren er minstens 504 KV's aan de eenheden te velde geleverd. Dat vertegenwoordigde ongeveer 70% van de productie tot die datum. Voor de KV-2 lag dat percentage wat lager omdat de tweede bestelling van honderd nog liep. Op 1 juni 1941 waren er 134 KV-2's aanwezig in de militaire districten, de meeste in de grenslegers. Daarvan waren 125 inzetbaar, een relatief hoog deel, wat voornamelijk weerspiegelde dat er weinig mee geoefend werd. Zowel de voorserie als de eerste bestelling van de tweede versie waren geleverd en voor die voertuigen waren althans enigszins opgeleide bemanningen aanwezig; maar slechts zeshonderd man van de KV-eenheden hadden hun training voltooid. De voorserie had eind 1940 meegedaan aan een manoeuvre als deel van de 8e Tankdivisie. Op 22 juni was de totale sterkte opgelopen tot 167. De feitelijke sterkte per tankdivisie varieerde aanzienlijk. Veel divisies hadden geen enkele KV-2, want slechts tien hadden überhaupt KV-tanks ontvangen. Sommige hadden een wat groter aantal weten te verwerven. Achttien zware tank-bataljons maakten in totaal deel uit van de tankdivisies. Daarvan waren er maar zes op volle sterkte. De meeste KV-2's bevonden zich in de Oekraïense sovjetrepubliek, in het militaire district Kiev: negenentachtig op 1 juni 1941. Het Stavka hoopte van Oekraïne uit een tegenaanval te kunnen lanceren tot in Polen en daartoe werd het 4e Gemechaniseerde Korps speciaal versterkt. Daarbij had in dat district de 41e Tankdivisie van het 22e Gemechaniseerde Korps eenendertig KV-2's: zestien in het 1e Bataljon van zowel het 81e en 82e Tankregiment. Het Westelijke District, in Wit-Rusland, had tweeëntwintig KV-2's. Het Baltische district had negentien voertuigen in het 1e Bataljon van het 4e Tankregiment van de 2e Tankdivisie van het 3e Gemechaniseerde Korps. In Moskou bevond zich één KV-2, een voertuig gebruikt voor proefnemingen. In Leningrad waren op 1 juni twee voertuigen geleverd maar nog niet verzonden.
Op het moment van de inval lagen de tankdivisies verspreid over ver achterwaarts gelegen reserveposities. De Duitse pantserdivisies rukten veel sneller op dan verwacht en de tankdivisies hadden moeite hierop te reageren. In geforceerde marsen hoopten ze de Duitse tanks te onderscheppen. Door een gebrek aan vrachtwagens bleek dat nog niet eenvoudig. Al snel traden er brandstoftekorten op. Munitie en brandstof hadden al niet op de geplande niveaus gelegen. Voor de 152 mm houwitser waren in het geheel geen munitievoorraden aangelegd. Bij de zware tank-bataljons ontbrak een kwart van de vereiste bemanningsleden, vooral getrainde mecaniciens. Daarbij werd men continu bestookt door de Luftwaffe. De commandanten klaagden in hun rapporten dat er geen tijd was om het voorgeschreven dagelijkse onderhoud van de KV-tanks uit te voeren. Die begonnen dan ook snel uit te vallen. Vaak lukte het niet de Duitse pantsereenheden te vinden. Men stuitte dan op infanterie die het even knap lastig gemaakt werd maar dat tijdelijke succes woog niet op tegen het verlies aan gevechtskracht door wanorde, materieeluitval en logistieke chaos. Soms kwam het tot tankslagen maar die hadden onveranderlijk een catastrofale afloop voor het Rode Leger. Dat paste een zeer simplistische tactiek toe waarbij een zo groot mogelijke massa tanks op de vijand afreed om die numeriek te overweldigen. De Duitse tanks legden dan een hinderlaag, schoten van statische posities uit de meeste Sovjettanks af en versloegen het restant met flankaanvallen. In West-Oekraïne vernietigde de Duitse Legergroep Zuid gedurende drie weken in de grootste tankslagen uit de wereldgeschiedenis 2600 vijandelijke tanks terwijl men er zelf maar een honderdtal verloor. Een groot nadeel voor de meeste sovjettypen was dat ze slechts licht bepantserd waren. In dat opzicht was de KV-2 een gunstige uitzondering die de Duitsers opviel omdat het ze zo veel moeite kostte hem uit te schakelen.
In Oekraïne waren na enkele weken de meeste KV-2's uitgevallen door storingen. De eenendertig voertuigen van de 41e Tankdivisie begonnen al met de enorme handicap dat ze over geen enkele 152 mm granaat beschikten; ze konden slechts met hun machinegeweren vechten. Op 6 juli waren er nog maar negen van operationeel. Maar vijf waren door de Duitsers uitgeschakeld. Twaalf moesten worden achtergelaten en werden door hun eigen bemanningen opgeblazen om te voorkomen dat ze in handen van de vijand zouden vallen. Vijf andere konden worden geborgen en naar de fabriek teruggestuurd voor herbouw. De hoge uitval werd toegeschreven aan de onkunde van de bemanningen en het gebrek aan reserveonderdelen.

### In Duitse hand
Buitgemaakte KV-2's werden door Duitsland als (Sturm)Panzerkampfwagen KW-II 754(r) in de inventaris opgenomen. Veel voertuigen betrof dit overigens niet, vermoedelijk niet meer dan een dozijn; de Duitsers zagen het model kennelijk niet als bijzonder praktisch. Een uitzondering was de geplande inzet voor Operatie Herkules, de invasie van Malta. Naast Duitse luchtlandingen werd de Panzerabteilung z.b.V.66 (z.b.V. betekende zur besonderen Verwendung) geacht de landing over zee door drie Italiaanse infanteriedivisies te ondersteunen. De Italianen hadden zelf geen zware tanks maar wilden verschillende havens op het eiland bestormen die beschermd werden door bunkercomplexen. Volgens de Duitsers zou dat nooit lukken zonder hulp van zwaar gepantserde Duitse voertuigen. De eerste compagnie van het bataljon was uitgerust met Panzerkampfwagen IV G's. De 2. Kompanie/Panzerabteilung z.b.V.66 gebruikte tien Beutepanzer van sovjetherkomst, de meeste T-34s maar ook een KV-1 en een KV-2. Die laatste, einde 1940 geproduceerd, zou speciaal nuttig zijn om bunkers te vernietigen. De Duitsers begrepen al snel wat het zwakke punt van de tank was en plaatsten een commandokoepel van een Panzerkampfwagen III op het dak, rechts vooraan. Verder waren er nog vele aanpassingen. De radio werd vervangen door een Funk-Sprecher-Gerät d. Op het linkerspatbord werd een Notek-lamp bevestigd voor nachtrijden.
De eenheid werd op 30 mei 1942 in Duitsland opgericht maar in juli 1942 blies Adolf Hitler de hele operatie af. Panzerabteilung z.b.V.66 werd toegevoegd aan Heeresgruppe Mitte en ook de KV-2 verhuisde dus augustus 1942 weer naar Rusland. Daar werd het voertuig uitgerust met een extra rek voor brandstofblikken en een rek voor twintig granaten op het achterdek. Het bleef dus ingezet worden voor vuurondersteuning. Het aparte type werd veel gefotografeerd en na de oorlog werd gedacht dat er een hele serie van KV-2's omgebouwd tot artillerieobservatievoertuigen ingezet was. Tot het eind van de oorlog werden individuele voertuigen door de Duitsers gebruikt, zo vocht er nog een exemplaar bij de verdediging van Köningsberg in 1945.

## Projecten

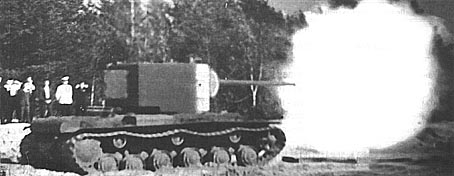
De test met het 107 mm kanon, met links Stalin

Begin 1941 dachten de Sovjets op grond van inlichtingenrapporten ten onrechte dat er op korte termijn een nieuwe generatie Duitse zware tanks van stapel zou lopen met 100 mm pantser. Snel werden beproevingen bevolen om te testen of het F-39 107 mm kanon daartegen een voldoende uitwerking zou hebben. Een KV-2, die immers ruimte genoeg had, werd met het kanon uitgerust en in maart 1941 voor schietoefeningen gebruikt bij Moskou, door Stalin zelf bijgewoond. Het lag overigens niet in de bedoeling een dergelijke combinatie werkelijk in productie te nemen. Het kanon was bedoeld voor de KV-3, KV-4, en KV-5 projecten die ook al niet gefabriceerd zouden worden. Naast het 107 mm kanon is ook een F-36 85 mm kanon in een KV-2 toren beproefd.

## Literatuur

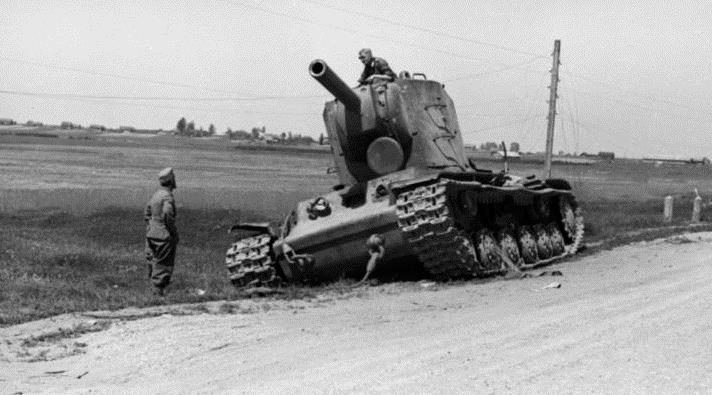
Een KV-2 na de Slag bij Raseiniai